# Penízek horský
Penízek horský (Thlaspi montanum), s novým vědeckým jménem Noccaea montana, je nízká, planě rostoucí, řídce se vyskytující, vytrvalá, bíle kvetoucí rostlina. Přejmenování souvisí s přesunutím druhu do rodu Noccaea po rozdělení širokého rodu Thlaspi.

## Výskyt
Tento evropský druh se vyskytuje v ostrůvkovitých areálech na pahorkatinách a v horách od Francie a Belgie v západní Evropě přes Německo, Rakousko, Českou republiku, Slovensko, Maďarsko, Itálii na jihu až po Balkán na jihovýchodě.
Nejčastěji se objevuje na skalnatých stráních porostlých keři nebo v řídkých prosluněných lesích na kamenitých úbočích. Preferuje málo zapojené porosty na plytkých půdách s podkladem vápence, dolomitu, břidlice nebo hadce. V Čechách se hojněji vyskytuje v Českém krasu a na ostatních místech jen omezeně, na Moravě bývá obvykle ke spatření jen na jihozápadě Českomoravské vrchoviny.

## Popis
Vytrvalá sivozelená rostlina s rozvětveným oddenkem z kterého vyrůstají listové růžice, z nich jen některé mají po jedné 10 až 20 cm vysoké květní lodyze která je přímá a nevětvená. Listy v růžicích jsou kožovité, holé, řapíkaté, dlouhé 2 až 3 cm a jejich celokrajné, u báze zúžené čepele jsou tvaru obvejčitého až eliptického; v době zralosti plodů jsou listy růžice zachované. Menší lodyžní listy jsou podlouhle vejčité, svou šípovitou až srdčitou bázi lodyhu objímají, po obvodě jsou plytce vykrajované nebo celistvé a zpravidla jsou kratší než lodyžní články.
Oboupohlavné květy na stopkách vytvářejí jednoduchý hrozen. Kališní lístky dlouhé 2 až 3 mm jsou vejčitě kopinaté až vejčité a zelené (občas nafialovělé) s bělavým lemem. Více než 2krát delší korunní lístky dlouhé 5 až 7 mm jsou obvejčité a mají bílou barvu. Šest tyčinek je zřetelně kratších než koruna a jejich prašníky zůstávají světle žluté i po vysypání pylu. Květy jsou k opylení připraveny v dubnu až květnu.
Plodem je na odstálé stopce vyrůstající široce obvejčitá, lžícovitě prohnutá šešulka dlouhá 4 až 8 mm. V dolní části je křídlatá, u báze široce zaokrouhlená a na vrcholu má až 2 mm dlouhou čnělku která překračuje její výkrojek. Obsahuje elipsoidní, asi 2 × 1 mm velká, hladká, žlutohnědá semena které jsou v pouzdru dvě až tři. Ploidie druhu je 2n = 28.

## Ohrožení
V ČR se jedná o poměrně vzácný druh, naším územím prochází hranice areálu jeho výskytu. V "Červeném seznamu cévnatých rostlin České republiky" je penízek horský klasifikován jako ohrožený druh (C3).

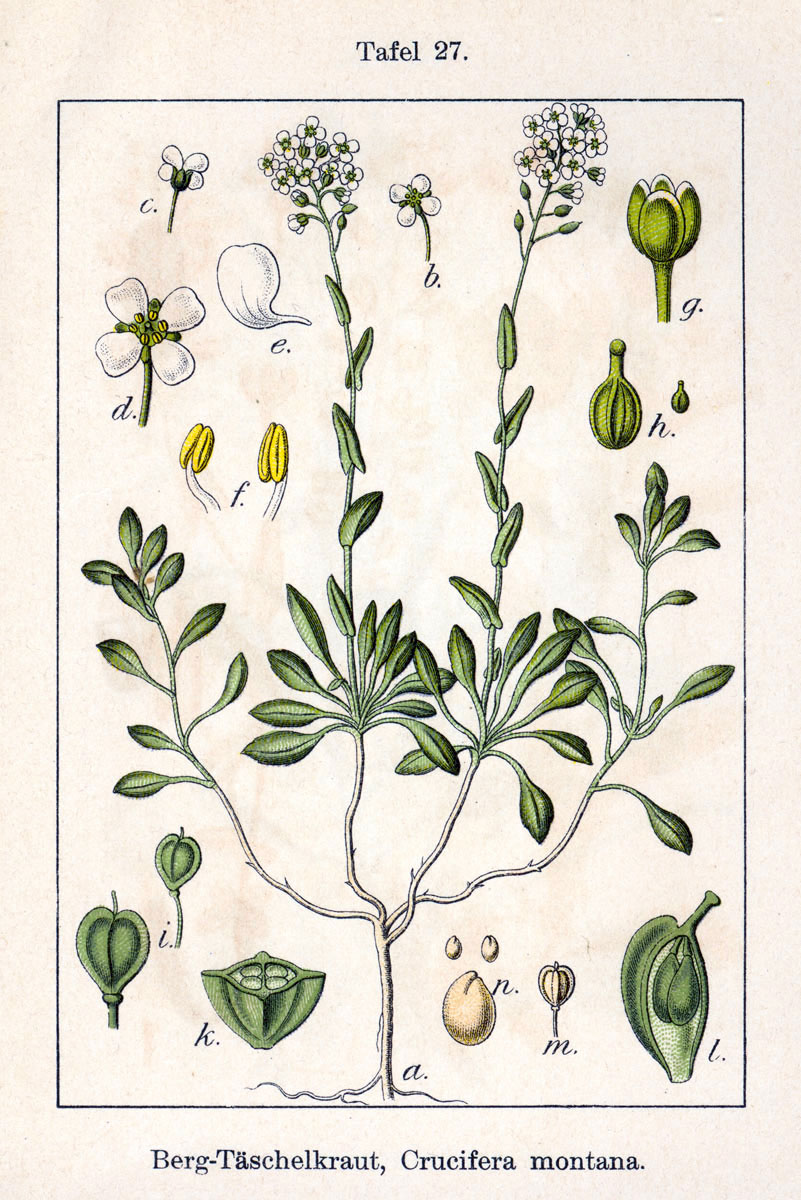
Nákres rostliny